# Landing Craft Infantry
Pour les articles homonymes, voir LCI (homonymie).

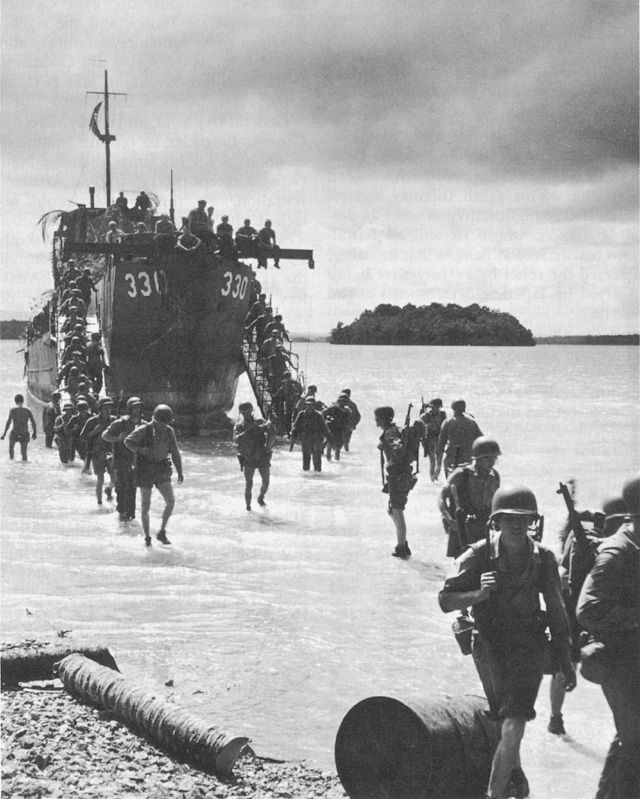
Soldats américains débarquant du LCI(L)330 en Nouvelle-Géorgie.

Le LCI, dont l'appellation officielle complète est LCI(L) ou Landing Craft Infantry (Large)  est une grande embarcation de débarquement prévue pour le transport de troupes construite à 921 exemplaires entre 1942 et 1945 aux États-Unis. Utilisé sur tous les fronts à partir de 1943, le LCI(L) et ses modèles dérivés resteront en service longtemps après la guerre dans de nombreuses marines alliées dont la Marine française.
Ces engins (craft) furent reclassifiés comme des navires (ship) dans la marine américaine en 1949 et reçurent alors l'appellation de LSI (Landing Ship, Infantry). 

## Le programme LCI

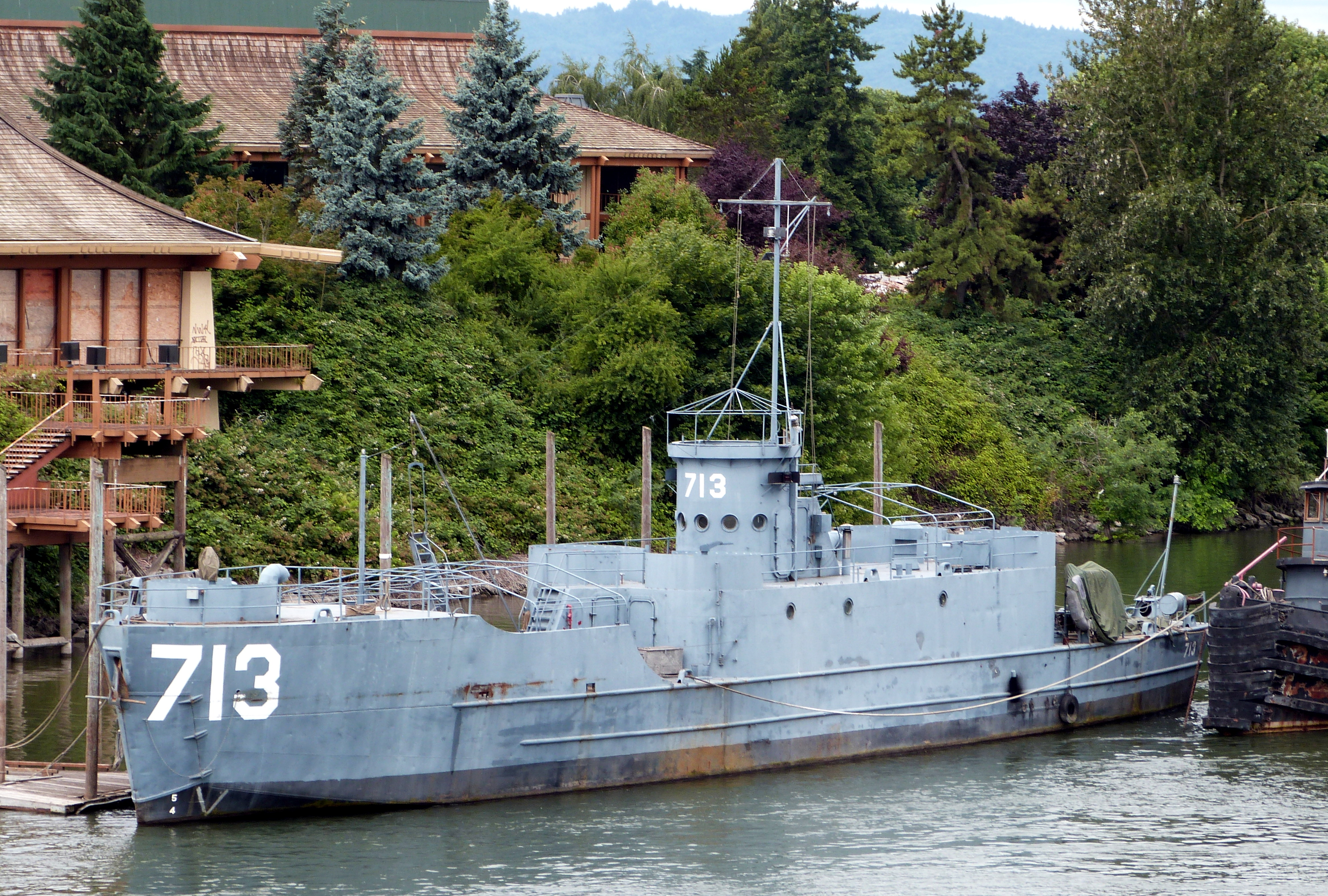
LCI-713 en cours de restauration en 2012 à Portland (Oregon).

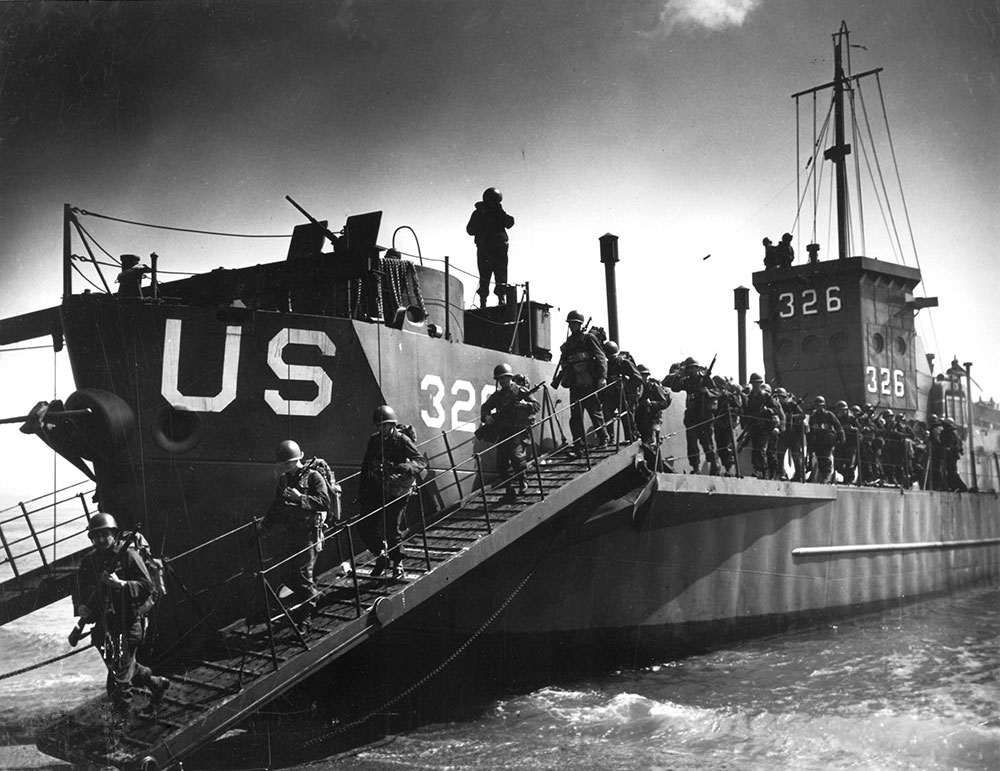
Entrainement pour le Jour J.

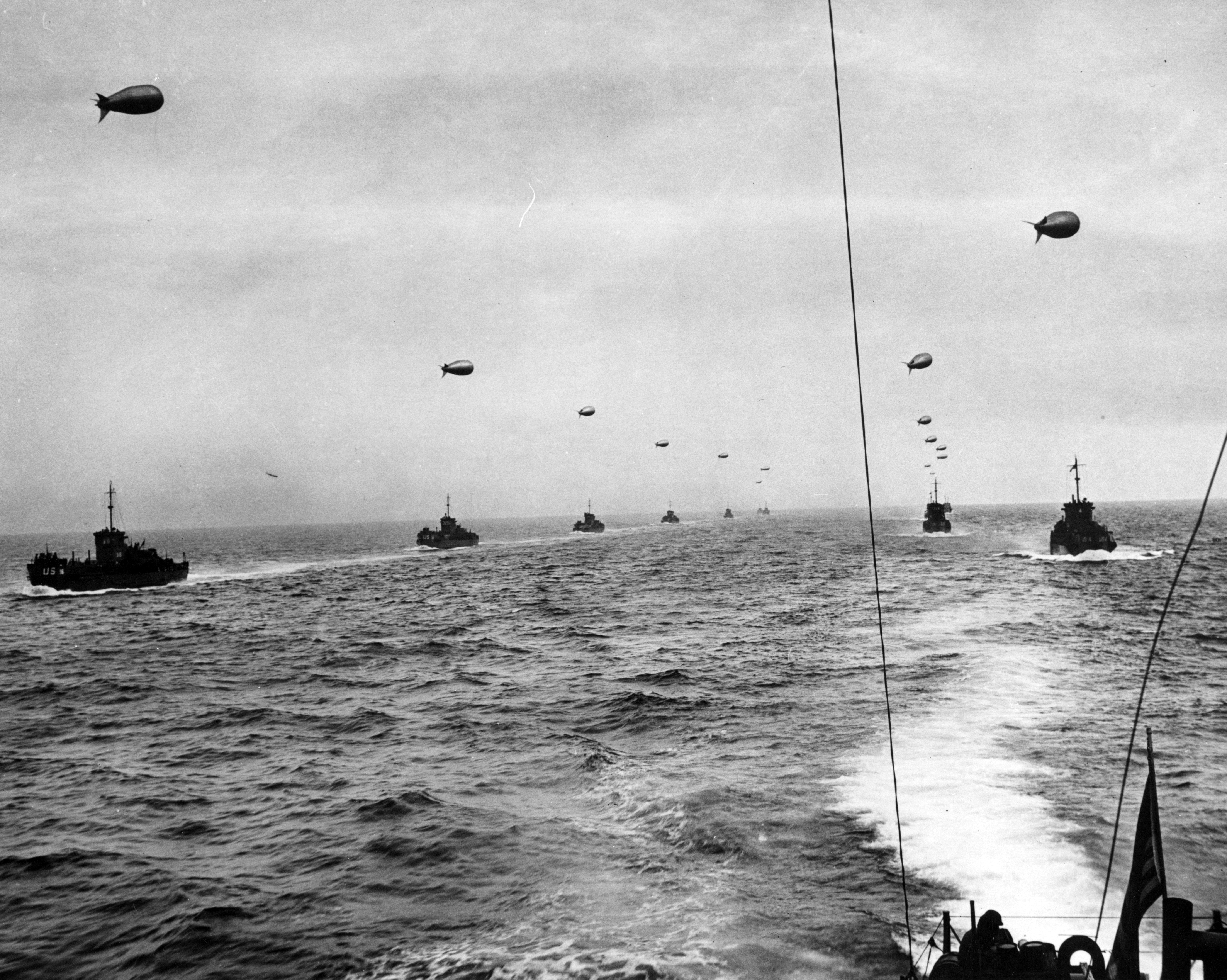
Convois de LCI(L) traversant la Manche avant le Débarquement de Normandie

Il s'agit de l'une des premières catégories de bâtiment de débarquement conçue dès l'origine pour cette fonction. Le LCI est destiné à amener à pied d'œuvre une compagnie d'infanterie - soit environ 200 hommes - après l'assaut initial, c'est-à-dire lorsque la plage est conquise. 
À l'origine du programme LCI, on trouve une demande britannique pour un navire capable d'effectuer des raids sur les côtes des territoires occupés.  Initialement considérée comme non-prioritaire par la marine américaine, la demande des Britanniques rencontre un meilleur accueil auprès de l'armée de terre qui recherche un complément au Landing craft tank (LCT) et Landing Ship Tank (LST) pour les débarquements futurs et débouche sur un premier contrat le 3 juin 1942 pour un engin désigné à l'époque APY mais rapidement rebaptisé LCI(L). La première quille est posée le 7 juin et la première unité acceptée en service le 9 octobre 1942. Le LCI(L) sera construit simultanément dans 10 chantiers navals différents répartis sur les trois côtes des États-Unis (Pacifique, Atlantique et Golfe du Mexique) tout au long de la guerre.   
270 exemplaires sont livrés à la Royal Navy dont 20 vont être transformés en LCH de commandement.
Propulsé par deux hélices accouplées à huit moteurs General Motors Detroit Diesel de 225 ch (quatre moteurs par arbre d'hélice), le LCI(L) est capable de naviguer de façon autonome en haute mer. Les troupes débarquent au moyen de deux passerelles déployées de part et d'autre de sa proue. 
Les premières unités, de LCI-1 à LCI-350 forment le type 1 caractérisé par une passerelle basse et rectangulaire. Les unités suivantes de LCI-351 à LCI-1139 qui se différencient des premières par une passerelle de navigation circulaire plus haute forment le type 2 (ou type 351). Elles se divisent elles-mêmes en 2 sous-versions, certaines unités ayant reçu une porte à double battant et une petite rampe à l’avant.
Pendant le conflit, de nombreux LCI sont convertis localement en :
- navires de commandement : LC(FF) : Landing Craft, Flottilla Flagshig ;
- navires de support équipés de mortiers : LCI(M) : Landing Craft, Infantry (Mortar) ;
- navires de support équipés de canons : LCI(G): Landing craft, Infantry (Gun) ;
- navires de support équipés de lance-roquettes multiple : LCI(R) : Landing craft, Infantry (Rocket).

Enfin, une série entière de 130 navires, basée sur la coque du LCI(L) mais avec une superstructure et un armement entièrement différents est développée pour l'appui rapproché lors des débarquements. Appelés Landing Craft, Support (Large) (Mk3) ou LCS(L)(3) ils sont utilisés exclusivement dans le Pacifique. Ils seront reclassifiés d'engins (craft) à navires (ship) en 1949 sous l'appellation LSS(L)(3).  
Le LCI(L) joue un rôle de premier plan dans tous les débarquements alliés à partir du débarquement en Sicile (juillet 1943). Mais dans le Pacifique, la présence de barrières de récifs autour des plages, ajoutée à la vulnérabilité du LCI dès lors qu'il est échoué conduiront les Américains à préférer les tracteurs amphibies (LVT) et les engins plus petits (LCVP) pour débarquer les unités d'infanterie et à privilégier la transformation des LCI en engins de bombardement (voir les variantes ci-dessus). En 1945, la Flotte du Pacifique recommande de ne pas poursuivre le développement de versions futures.  
Après la Seconde Guerre mondiale, ces navires sont largement distribués dans le monde et connaissent une longue carrière.
La Marine nationale française en reçoit 32, qui servent pendant la guerre d’Indochine ; la plupart ont reçu un armement renforcé et servent de canonnières le long des fleuves de la région. La marine française reçoit et utilise également des LSS(L)(3) en Indochine.

## Principales caractéristiques des LCI type 1 et type 351
- Déplacement lège : 	
  - Type 1 : 194 à 216 tonnes
  - Type 351 : 238 à 258 tonnes

- Déplacement pc :  	
  - Type 1 : 381 tonnes
  - Type 351 : 387 tonnes

- Longueur : 		
  - Type 1 : 46,63 mètres
  - Type 351 : 48,31 m

- Largeur : 7,21 m
- Tirant d’eau lège :	
  - Type 1 : 0,81 m AV et 1,47 à 1,52 m AR

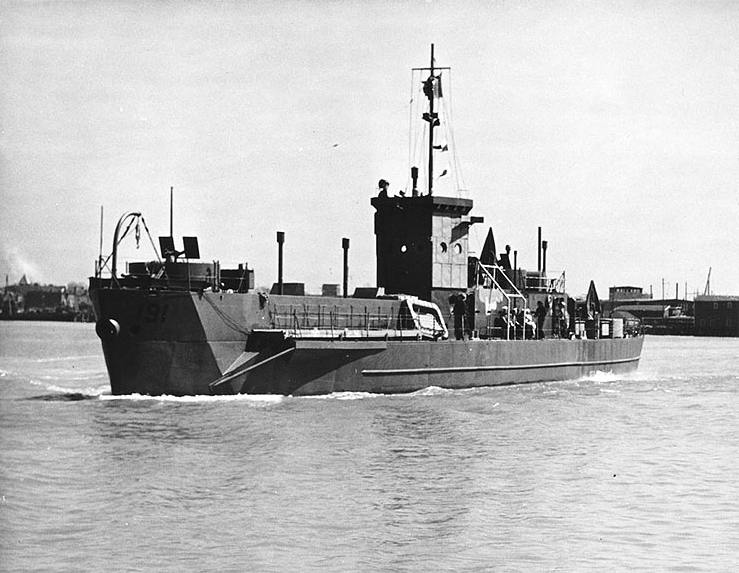
Le LCI (L)-191 en 1943

Vues en coupe d'un LCI(L). Il s'agit d'un des derniers modèles avec double porte et rampe à l'avant.

- Tirant d’eau à pleine charge : 1,62 m AV et 1,80 m AR
- Propulsion : 8 moteurs General Motor 6/71 Diesel 2 temps, 6 cylindres de 225 à 250 ch couplés sur 2 lignes d’arbres, 2 hélices
- Carburant : 110 tonnes, 130 sur les type 351
- Vitesse maximale : 14 nœuds
- Vitesse : 13 nœuds, 11 à pleine charge
- Rayon d’action : 	
  - Type 1 : 4 000 milles à 12 nœuds
  - Type 351 : jusqu’à  8 000 milles à 12 nœuds

- Capacité de transport : 
  - Type 1 : 6 officiers et 182 hommes ou 75 tonnes
  - Type 351 : 9 officiers et 201 hommes ou 82 tonnes
- Équipage :   
  - Type 1 : 24 hommes
  - Type 351 : 29 hommes
  - En Indochine française : de 35 à 45 hommes
- Armement d’origine : 
  - Type 1 (Royal Navy) : un Vickers de 40 mm et 3 Oerlikon de 20 mm
  - Type 1 (US Navy) : 4 ou 5 Oerlikon de 20 mm
  - Type 351 : 5 Oerlikon de 20 mm
- Armement après transformation en Indochine française : 
  - Type 1 (1947) : une pièce de 75 mm, 1 de 40 mm, 2 de 20 mm, 1 ou 2 mitrailleuses de 12,7 mm, 2 de 7,62 mm, 2 mortiers de 81 mm
  - Type (1952) : 1 pièce de 76 mm, 1 de 40 mm, 2 de 20 mm, 4 mitrailleuses de 7,5 mm, 2 mortiers de 81 mm
  - Type 351 : 1 pièce de 76 mm, 1 de 40 mm, 2 de 20 mm, 4 mitrailleuses de 7,5 mm, 2 mortiers de 81 mm, 2 mortiers de 60 mm

### Navire musée
- LCI(L)-713 à Portland en Oregon
- LCI(L)-1091 à Eureka en Californie